# 2011 UK411
2011 UK411, também escrito como 2011 UK411, é um objeto transnetuniano que está localizado no Cinturão de Kuiper, uma região do Sistema Solar. Ele possui uma magnitude absoluta de 6,9 e tem um diâmetro estimado com cerca de 183 km.

## Descoberta
2011 UK411 foi descoberto no dia 24 de outubro de 2011 pelo astrônomo M. Alexandersen.

## Órbita
A órbita de 2011 UK411 tem uma excentricidade de 0,233 e possui um semieixo maior de 42,289 UA. O seu periélio leva o mesmo a uma distância de 32,423 UA em relação ao Sol e seu afélio a 52,154 UA.